# Kanton Vigneulles-lès-Hattonchâtel
Kanton Vigneulles-lès-Hattonchâtel (fr. Canton de Vigneulles-lès-Hattonchâtel) byl francouzský kanton v departementu Meuse v regionu Lotrinsko. Tvořilo ho 14 obcí. Zrušen byl po reformě kantonů 2014.

## Obce kantonu
- Beney-en-Woëvre
- Buxières-sous-les-Côtes
- Chaillon
- Dompierre-aux-Bois
- Heudicourt-sous-les-Côtes
- Jonville-en-Woëvre
- Lachaussée
- Lamorville
- Nonsard-Lamarche
- Saint-Maurice-sous-les-Côtes
- Seuzey
- Valbois
- Vaux-lès-Palameix
- Vigneulles-lès-Hattonchâtel